# El mejor infarto de mi vida
El mejor infarto de mi vida es una miniserie de televisión por internet de comedia dramática y humor negro argentina, la cual está basada en el libro homónimo de Hernán Casciari, para Disney+. Está protagonizada por Alan Sabbagh, Olivia Molina, Rogelio Gracia Bernada, Romina Peluffo y Brian Maya, junto a un extenso reparto coral. La serie se estrenó el 24 de enero de 2025.

## Sinopsis
La trama gira en torno a Ariel, un escritor fantasma que está frustrado con su propia vida, ya que fue abandonado por su mujer y su salud física comienza a deteriorarse, lo que lo lleva a sufrir un infarto en pleno acto sexual con una nueva mujer en una casa alquilada, donde es asistido por el personal del lugar. A partir de esta experiencia, Ariel comprende que su vida debe tomar un nuevo camino, como así también las personas que lo rodean.

## Elenco
- Alan Sabbagh como Ariel
- Olivia Molina como Concha
- Rogelio Gracia Bernada como Javier
- Romina Peluffo como Alejandra
- Brian Maya como Joe
- Eleonora Wexler como Isabel
- Rita Cortese como Roberta
- Sebastián Berta Muñiz como David
- Rafael Spregelburd como Augusto Briganti
- Karen Medina como Ludmila
- Daniel Holguín Macías como Joni
- Imanol Arias como Yayo
- Santiago Ríos como Carlitos

## Episodios
| N.º | Título                           | Dirigido por      | Escrito por    | Fecha de lanzamiento original |
| --- | -------------------------------- | ----------------- | -------------- | ----------------------------- |
| 1   | «Ariel»                          | Mariana Wainstein | Lucas Figueroa | 24 de enero de 2025           |
| 2   | «Ariel y Concha»                 | Mariana Wainstein | Lucas Figueroa | 24 de enero de 2025           |
| 3   | «Alejandra y Javier»             | Mariana Wainstein | Lucas Figueroa | 24 de enero de 2025           |
| 4   | «Ariel, Javier, Alejandra y Joe» | Mariana Wainstein | Lucas Figueroa | 24 de enero de 2025           |
| 5   | «Concha, Joni y los chungos»     | Mariana Wainstein | Lucas Figueroa | 24 de enero de 2025           |
| 6   | «Toda la orquesta»               | Mariana Wainstein | Lucas Figueroa | 24 de enero de 2025           |

## Producción
En enero de 2020, Hernán Casciari anunció a través de Twitter que había firmado con The Walt Disney Company Latin America para adaptar su libro El mejor infarto de mi vida a una película planificada para estrenarse en 2021 bajo la producción de Gloriamundi y Wip. Sin embargo, en febrero de 2022, se informó que el proyecto había cambiado de rumbo pasando su adaptación a una serie de televisión para una plataforma de video bajo demanda desarrollada por Agustín Bossi y Pablo Bossi, directores de Pampa Films. En marzo de ese año, inició el rodaje en Buenos Aires. En junio de 2024, se anunció que la serie sería estrenada en Disney+.